# Нечжа (фільм, 2019)
«Нечжа» (哪吒之魔童降世; букв. «Нечжа, дитя демона приходить у світ») — фентезійний пригодницький анімаційний фільм 2019 року виробництва КНР. Режисер та сценарист — Цзяозі (справжнє ім'я Янг Юй), виробництвом займалася студія Chengdu Coco Cartoon. Фільм створено за мотивами класичного давньокитайського роману «Канонізація божеств». Він розповідає про хлопчика Нечжу, який, попри успадковані демонічні сили, прагне стати героєм і захищати людей.
«Нечжа» вийшов у Китаї ексклюзивно в кінотеатрах IMAX і China Film Giant Screen 13 липня 2019 року, а потім в інших кінотеатрах 26 липня, розповсюджуваний Beijing Enlight Pictures. Це перший повнометражний анімаційний фільм китайського виробництва, випущений у форматі IMAX. Це був дебют як режисера, так і анімаційної студії, але фільм здобув визнання критиків і став одним із найкасовіших китайських фільмів і другим найкасовішим анімаційним фільмом неамериканського виробництва на момент його виходу.
Фільм планувалося висунути на 92-у премію «Оскар», але зрештою він так і не був номінований.
Його продовження «Нечжа 2» вийшло в прокат 29 січня 2025 року.

## Сюжет
З поєднання Неба та Землі утворилася Перлина Хаосу, що поглинала енергію з усього довкола. Мудрець Юаньші Тяньцзун посилає своїх учнів Тайю Чженреня (він же оповідач) і Шеня Гунбао знищити Перлину. Але Перлина перетворюється на кристалічне чудовисько і героям не вдається протистояти їй. Тоді Тяньцзун розділяє Перлину на дві частини з протилежними силами: Перлину духу та Сферу демона. Тяньцзун накладає на Сферу демона прокляття, щоб через три роки її знищила блискавка. Потім Тяньцзун наказує Тайю взяти Перлину духу, щоб він перевтілився в третього сина князя Лі Цзіна в місті Чентангуань на ім'я Нечжа. До моменту народження хлопчика Тайю повинен охороняти обидві Перлини, сховані в чарівному лотосі, але ставиться до цього обов'язку недбало.
Шень має угоду з Царем Драконів, тому міняє Перлину духу та Сферу демона місцями. Через це дружина Лі Цзіня, пані Інь, народжує хлопчика Нечжу, який очевидно наділений демонічними силами та швидко росте. Лі та Інь попри те вирішують виховати сина добрим. Тайю каже батькам, що небесне прокляття неминуче подіє через три роки і хлопчика вб'є блискавка. Лі подорожує на небеса з Тайю, намагаючись випросити в богів урятувати його сина. Але Тайю повідомляє, що відвернути прокляття неможливо.
Тим часом Шень приносить Царю Драконів викрадену Перлину духу. Дракони давно невдоволені своїм життям на дні океану, де служать тюремниками для ворогів богів. Цар Драконів спрямовує силу Перлини в яйце, з якого з'являється хлопець Ао Бін. Потім цар віддає його на навчання Шеню. Цар Драконів сподівається, що герой, наділений силою Перлини, дозволить драконам панувати над іншими істотами.
Щоб приборкати його демонічну природу та зробити щасливим, батьки Нечжі брешуть йому, ніби він народився від Перлини духу та призначений стати видатним мисливцем на демонів. Нечжа навчається під керівництвом Тайю та набуває різних магічних умінь. Хоча він росте в палаці, захищеному магічним куполом, Нечжа знаходить спосіб вибратися назовні та бешкетує. Через нетерплячість він не завершує навчання та зрештою тікає полювати на демонів. Тоді виявляються його згубні демонічні сили. Переслідуючи водяного демона, він спалює рибальське село. Ао Бін допомагає йому битися проти демона, але зрештою зазнає поразки. Нечжа перемагає демона й рятує Ао Біна та маленьку дівчинку. Він з Ао Біном стають друзями. Проте, селяни розлючені на них і Нечжа встряє у бійку.
За цим спостерігає Шень, який розкриває Ао Біну, що є перевертнем і мусить приховувати свою природу від богів і людей. Він дає учневі завдання ув'язнити Нечжу й довести цим, що дракони достойні кращого ставлення богів. Ао Бін вагається, бо Нечжа став його другом, але також хоче допомогти драконам. Тому він погоджується схопити Нечжу за умови, що Лі та Інь лишаться неушкодженими.
Родина Лі влаштовує пишну вечірку до дня народження свого сина. Шень відвідує Нечжу перед вечіркою, розповідаючи про його походження. Розгніваний і засмучений, Нечжа, як і хотів Шень, вивільняє свою справжню демонічну форму і ледь не вбиває свого батька, поки його не спиняє Ао Бін. Відчуваючи себе зрадженим, Нечжа йде з дому до лісу.
Лі виявляє, що Ао Бін має силу Перлини духу. Ао Бін боїться, що якщо боги дізнаються як дракони отримали її, то драконів назавжди покарають. Тому Шень наказує Ао Біну заморозити все місто, вбивши будь-яких свідків. Тим часом Нечжа дізнався, що відвідуючи небо, його батько уклав з Тайю угоду: якщо Нечжі судилося померти від прокляття, то Лі загине замість сина. Зворушений самопожертвою батька, Нечжа повертається, перемагає Ао Біна й перешкоджає йому заморозити місто. Але Нечжа вирішує, що вони все ж друзі, тому повинні помиритися.
Коли небесна блискавка наближається, Нечжа готується прийняти свою долю. Ао Бін хапає його за руку, щоби бути з другом в його останні миті. Сила обох частин Перлини Хаосу складається воєдино і починає поглинати енергію. Нечжа й Ао Бін вбирають блискавку, але їхні смертні тіла не можуть втримати її. Проте, Тайю зберігає їхні душі за допомогою лотоса, в якому раніше зберігалися Перлини.
У середині та після титрів Цар Драконів клянеться помститися за Ао Біна, а різні чудовиська, яких він охороняє, пропонують свою допомогу, відкриваючи простір для продовження «Нечжа 2» (2025). В невідомому місці з'являється герой Цзян Зія та чує чиїсь слова, що він провинився. Це прокладає місток до наступного фільму «Цзан Зія» (2020).

## Сприйняття
Douban, китайський рейтинговий сайт, оцінив фільм на 8,7 з 10.
Агрегатор рецензій Rotten Tomatoes повідомляє, що 88 % критиків дали фільму позитивну рецензії із середньою оцінкою 7,2/10. На Metacritic фільм отримав середню оцінку 54 зі 100, що вказує на «змішані або посередні відгуки».
Кет Кларк у The Guardian описала фільм як «дивацтво», що може налякати дітей, але в той же час там є вражаючі сцени. Те, як батьки хочуть захистити Нечжу від упередженого ставлення, несе емоційний резонанс. В інших місцях фільм запозичує «приємну тупість голлівудських сімейних розваг».
Оуен Глейберман у Varirty зазначав: Нечжа — це персонаж, який буває найщасливішим, коли щось жартома руйнує, бо це в його природі. Зворушливість фільму полягає в тому, що Нечжа не винен у призначеній йому долі, а частина його хоче бути звичайним хлопчиком. Поряд з цим «Нечжа» часто дуже приземлений і навіть вульгарний, однак, завжди слідує власним правилам. Те, що фільм зібрав $725 млн по світу, є підставою для американських аніматорів задуматися про власні фільми. «Нечжа», створений у переповненому обмеженнями та заборонами Китаї, видається сповненим більшої свободи, ніж американська анімація.
Фільм планувалося подати на 92-гу премію «Оскар» (вперше для китайського анімаційного фільму).

## Касові збори
За перші три дні прокату фільм зібрав 600 млн юанів (приблизно $84 млн). Він побив місцеві рекорди зі стартовими зборами в $91,5 млн, що є найвищим показником для анімаційного фільму в КНР. Загалом же «Нечжа» зібрав $703,71 млн за весь час прокату в Китаї. Після міжнародного випуску збори досягнули $726 млн, зробивши «Нечжу» другим найкасовішим анімаційним фільмом неамериканського виробництва після «Вовки-воїни 2» (2017).